# Фронт Ројал (Вирџинија)
Фронт Ројал (Вирџинија) (енгл. Front Royal) град је у америчкој савезној држави Вирџинија. По попису становништва из 2010. у њему је живело 14.440 становника.

## Демографија
Према попису становништва из 2010. у граду је живело 14.440 становника, што је 851 (6,3%) становника више него 2000. године.
| Група             | 2000.          | 2010.          |
| Белци             | 11.818 (87,0%) | 11.897 (82,4%) |
| Афроамериканци    | 1.180 (8,7%)   | 1.292 (8,9%)   |
| Азијати           | 85 (0,6%)      | 204 (1,4%)     |
| Хиспаноамериканци | 290 (2,1%)     | 666 (4,6%)     |
| Укупно            | 13.589         | 14.440         |